# Битка код Бергена
Битка код Бергена одиграла се 13. априла 1759. године између војске Британаца, Пруса и Хановераца са једне и војске Француске краљевине са друге стране. Битка је део Седмогодишњег рата и завршила се победом Француза.

## Битка
Војском савезника командовао је фелдмаршал Фердинанд од Брауншвајга. Војска је бројала 24 000 Пруса, Енглеза и Хановераца. 13. априла 1759. године он је напао француску Мајнску армију (30.000) генерала Бројиа. Наишавши на енергичан отпор француске армије развијене на јаком положају, Фердинанд је одустао од даљег напада, наставио до мрака артиљеријску ватру, а у току ноћи се повукао.

## Последице
Губици: Савезници 2.600, а Французи 3.000.